# Synagoga Judy Lubochińskiego i Lejba Joskowicza w Łodzi
Synagoga Judy Lubochińskiego i Lejba Joskowicza w Łodzi – nieistniejący prywatny dom modlitwy znajdujący się w Łodzi przy Starym Rynku 11.
Synagoga została zbudowana w 1895 roku z inicjatywy Judy Lubochińskiego i Lejba Joskowicza. Mogła ona pomieścić 32 osoby. Podczas II wojny światowej hitlerowcy zdewastowali synagogę.
Po likwidacji Getta Litzmannstadt w 1944 roku budynek, w którym mieścił się dom modlitwy został rozebrany. W latach 50. XX wieku na jego miejscu wzniesiono nową kamienicę.